# Preston Bailey
Preston Bailey est un acteur américain né le 25 juillet 2000 à Portand en Oregon.

## Filmographie

### Cinéma
- 2008 : Le Prix du silence : Timmy Armstrong
- 2008 : Amusement : Max
- 2010 : The Crazies : Nicholas
- 2011 : Judy Moody et son été pas raté : Frank
- 2014 : In Your Eyes : Clay
- 2014 : Albert à l'ouest : Albert à 12 ans
- 2014 : By God's Grace : Jacob
- 2018 : Pretty Broken : Monty Lou
- 2020 : L'Appel de la forêt : l'adolescent dans le magasin
- 2021 : Growing Up Gorman

### Télévision
- 2005 : La Vie avant tout : Dougie Nauls (1 épisode)
- 2006 : Esprits criminels : Eric (1 épisode)
- 2006 : Alpha Mom : Will
- 2007 : How I Met Your Mother : Kindergartner (1 épisode)
- 2007 : Numbers : Randy Amato (1 épisode)
- 2007-2012 : Dexter : Cody Bennett (35 épisodes)
- 2009 : Les Enfants du maïs : Issac
- 2009 : Philadelphia : Mac jeune (1 épisode)
- 2010 : Cold Case : Affaires classées : Tim Malone en 1986
- 2010-2011 : Funny or Die Presents… : Sammy (2 épisodes)
- 2011 : Eagleheart : le garçon sourd (1 épisode)
- 2012 : Sketchy : Paul (1 épisode)
- 2013 : A Country Christmas Story : Billy